# حي السخانة (حماة)
حي السخانة التابع لمدينة حماة التاريخية سكان الحي القادمين إلى المدينة من بدايات القرن العشرين من منطقة تابعة لمحافظة حمص وهي السخنة والتي تقع بين مدينة تدمر ودير الزور وسكانها يتمتعون بحسن الضيافة البدوية العريقة ويتوسط الحي من جهاته حي الشمالية حي العصيدة وحي المناخ وحي طريق حلب ومن أهم ما يتمتع به سكان الحي العمل بالصناعات التقليدية والحرفية وتجارة الأغنام ويمتاز الحي بالعمارات القديمة التي يصل تاريخها إلى العهد الأموي والعباسي والعثماني.